# Estação Baumanskaia
Baumanskaia (em russo:  Бауманская) é uma das estações da linha Arbatsko-Pokrovskaia (Linha 3) do Metro de Moscovo, na Rússia. Estação «Baumanskaia» está localizada entre as estações «Kurskaia» e «Electrosavodskaia».